# IC 1194
IC 1194 ist eine linsenförmige Galaxie vom Typ S0-a im Sternbild Herkules. Die Galaxie ist Mitglied des Herkules-Galaxienhaufens. 
Entdeckt wurde das Objekt als Nebel am 13. August 1892 von Stéphane Javelle.